# Hadrotarsus
Hadrotarsus — род пауков семейства Theridiidae (пауки-тенётники), впервые описанный Тамерланом Тореллем в 1881 году.

## Разновидности
На май 2020 года включает в себя 5 видов, найденных в Австралии, Папуа — Новой Гвинее, Тайване, и Бельгии:
- Hadrotarsus babirussa Торелль, 1881 (тип) — Новая Гвинея.
- Hadrotarsus fulvus Хикман, 1943 — Австралия (Тасмания)
- Hadrotarsus ornatus Хикман, 1943 — Австралия (Тасмания). Представлен в Бельгии
- Hadrotarsus setosus Хикман, 1943 — Австралия (Тасмания).
- Hadrotarsus yamius Вань, 1955 г. — Тайвань.